# Redmi Pad Pro
Redmi Pad Pro是小米在其Redmi品牌下開發的一款中端平板電腦，於2024年推出。
值得一提的是，該產品於部份市場以POCO Pad的名義發售，而有關產品亦為該子品牌下首款平板電腦。

## 歷史
2024年4月10日，Redmi Pad Pro在中國大陸發佈。
同月，有網站發現Google Play Console網站已上載該產品的資料，包括印度、拉丁美洲及國際版等三個型號，當中前者支援5G連線，其餘則只支援Wi-Fi連線。同期亦有傳媒發現該產品出現在美國联邦通信委员会認證資料庫，規格上與於中國大陸發佈的版本相同，型號為2405CRPFDL，並預載基於Android的HyperOS 1.0。
5月，小米子品牌POCO在社交平台上釋出一段POCO Pad的預告片，並有傳其為Redmi Pad Pro的國際版本。隨後廠方又以後者的名義於歐洲及印度市場推出。
同月月底，小米執行長雷军於社交平台上確認Redmi Pad Pro將推出5G版本，並於數日後在中國大陸開售；6月1日，Wi-Fi版本亦於香港發售，並在同月6日於台灣推出。

## 設計
Redmi Pad Pro採用一體化金屬機身，廠方聲稱曾通過逾30項測試以確保其堅固耐用，並備有三款機身顏色：綠色、藍色和灰色。
於中國大陸發售的版本另與系列小說《哈利·波特》推出限量版本，除於機身添加霍格華茲魔法與巫術學院的校徽外，有關版本亦附贈以學院入學通知書為設計靈感的保護套。
在配件方面，廠方為該平板設計Redmi觸控靈感筆、雙面保護套及鍵盤保護套等3款配件。

## 規格

### 採用芯片
Redmi Pad Pro採用高通驍龍7s Gen 2芯片，為一款採用4奈米製程的芯片。

### 屏幕
Redmi Pad Pro採用一枚12.1英寸、2560×1600解像度的IPS LCD屏幕，支援最高120Hz的可变刷新率、180Hz觸控採樣率及600nits的峰值亮度，並通過萊因TÜV低藍光等認證。

### 容量
Redmi Pad Pro設有6 GB或8 GB LPDDR4X RAM，並提供128 GB或256 GB兩種主存選項，並可通過microSD擴充空間（最高1.5 TB）。

### 電池及連接性
Redmi Pad Pro具備10,000 mAh電池，支援高達33W的有線充電。該裝置同時支援Wi-Fi 6及藍牙5.2，並附有一個3.5毫米耳機孔。

### 音效
Redmi Pad Pro備有四個立體聲揚聲器，機頂、機底各兩個，支援杜比全景聲及Hi-Res高解析音訊。

### 相機
Redmi Pad Pro配備兩枚800萬像素鏡頭，前後各一，其中後置鏡頭亦配備LED閃光燈，前置鏡頭則採橫向置中設計。

### 軟體
Redmi Pad Pro預載基於Android 14的HyperOS 1.0。當用戶開啟遊戲時，系統會對性能進行優化，騰出非必要軟體的資源供遊戲使用。

## 反應與評價
傳媒普遍欣賞Redmi Pad Pro的屏幕、音效品質，但《點子科技生活》認為屏幕的對比度略低，令顯示效果略打折扣；另有傳媒指出其屏幕的峰值亮度只有600nits，在戶外等強光環境下使用會礙於觀看。與此同時，雖然廠方聲稱平板支援杜比視界，但經傳媒實測卻發現其並不支援YouTube HDR格式。
在性能方面，安兔兔等跑分軟體顯示平板搭載的驍龍7s Gen 2芯片在性能上中規中矩。雖然評測顯示在該機上能順暢運行《原神》、《鳴潮》等電子遊戲，但有傳媒指出用戶若遊玩大型遊戲或需調低畫質。與此同時，亦有網站認為裝置在機器端的機器學習運算能力稍遜，加上廠方在配置上預載大量軟體導致可用空間減少，為人詬病。
在拍攝方面，有傳媒認為該機鏡頭質素平平，較為適合於掃描文件等使用場景，內建的相機軟體亦被批評功能有限（不配備人像模式），且最高只能錄製1080p@30fps的影片。